# Uruñuela
Uruñuela település Spanyolországban, La Rioja autonóm közösségben. Uruñuela Nájera, Torremontalbo, Hormilleja, San Asensio, Cenicero és Huércanos községekkel határos. Lakosainak száma 990 fő (2024).

## Népesség
A település népessége az elmúlt években az alábbi módon változott:
| Lakosok száma | 750  | 778  | 857  | 924  | 967  | 974  | 980  | 976  | 984  | 990  |
|               | 2001 | 2004 | 2007 | 2009 | 2012 | 2014 | 2017 | 2019 | 2022 | 2024 |